# By-Qホールディングス
株式会社By-Qホールディングス（ばいきゅーホールディングス）はかつて東京都渋谷区に本社を置き、バイク便のBy-Q（後のロジクエスト）や自転車便のサイクル急便、軽四輪のQカーゴやQ配サービスなどを傘下に持っていた持株会社である。同業他社と比べて、M&Aによる多角化に積極的なことで知られていた。

## 沿革
- 2005年（平成17年）
  - 4月 - 株式移転により株式会社By-Qホールディングスを設立し、グループの統括機能を移管。
  - 7月 - グループ会社株式をバイク急便より譲受。
- 2008年（平成20年）
  - 8月 - 自然・農業・健康などをテーマに企業研修・コンサルティング等を行う株式会社キュアリンクを設立。
  - 12月 - 子会社のサイクル急便が、サイクルウェア等の輸入販売を行う株式会社Champion System Japanを設立。
- 2009年（平成21年）11月 - 当社子会社のサイクル急便が、台湾・台北市に自転車便子会社・東京快轉急便股份有限公司を設立。
- 2010年（平成22年）10月 - 国際ハンドキャリー業務を行う株式会社シャトルを完全子会社化。
- 2011年（平成23年）
  - 1月 - 本社を東京都新宿区坂町から中央区銀座へ移転
  - 2月 - 軽貨急配株式会社（現・Q配サービス）の全株式を取得。
- 2015年（平成27年）
  - 11月 - 株式会社Cy-Q、株式会社Qカーゴ、株式会社By-Qビジネスサービスの3社を株式会社By-Qへ[1][2][3]、株式会社By-Q総研を株式会社Q配サービスへそれぞれ吸収合併[4]。
  - 12月 - 株式会社センスオブワンダーグループに吸収合併され解散。By-Q、Q配サービス、シャトル、Q配ビジネスサポート、Q&Qビジネスパートナーズの4社はセンスオブワンダーグループの直接の子会社となる。